# Enric III de Gueldre
Enric III de Gueldre (en neerlandès Hendrik III van Gelre) (nascut ? - mort el 16 de gener de 1285 probablement a Theux) fou príncep-bisbe del Principat de Lieja de 1247 a 1274. Era el fill de Gerard III de Gueldre i Zutphen i de Margarida de Brabant i el nebot d'en Guillem I d'Holanda.
Després de la mort de Robert de Thourotte, passà més d'un any fins que els electors acordaren el successor.
El regne d'Enric és un del més peculiars de la història de Lieja. Al moment de la seva instal·lació, el papa Innocenci IV el dispensà de rebre els ordes majors per causa de la seva jovenesa i un sufragani va substituir-lo per a les tasques bisbals.
L'1 de maig de 1250 va rebre la visita de l'arquebisbe Pere de Rouen, el rei Guillem I d'Holanda i els arquebisbes de Colònia, Trèveris i Magúncia per a la inauguració d'un altar nou, dedicat a la mare de déu a la catedral de Sant Lambert.
El 1253 comença una primera rebel·lió dels regidors de la ciutat contre el príncep i el clergat. El conflicte s'exacerbà i Enric i el clergat van fugir per a una primera vegada. Els regidors (els grans) van enviar un dels seus aliats Enric de Dinant com a emissari per a aliar-se la burgesia i el poble (els petits) i van nomenar-lo burgmestre per causa de la seva popularitat. Enric de Dinant va començar a conduir la seva pròpia política i va constituir uns mossos de guardia, les vintenes, grups de vint persones fàcilment mobilitzables per a imposar l'orde. Més tard al mateix any va oposar-se contra Enric III que volia enviar les vintenes per a ajudar Joan d'Avesnes a la seva batalla contra la seva pròpia mare, Margarida de Flandes. El 18 de novembre, els regidors, el clergat i el príncep-bisbe van reconciliar-se. El 1254 un conflicte nou, sobre un impost (fermeté) va conduir el poble, conduït per de Dinant a la vora d'una guerra civil i va fer fugir els regidors i el clergat a seguir Enric III en exili. Enric III va aliar-se amb les Bones Viles de Huy, de Sint-Truiden i de Dinant junts amb els exèrcits de Brabant i els comtats de Loon, de Jülich i de Gueldre per a bloquejar la ciutat que aviat va capitular i concloure la Pau de Bierset el 13 d'octubre de 1255. Enric de Dinant va exiliar-se a Namur.

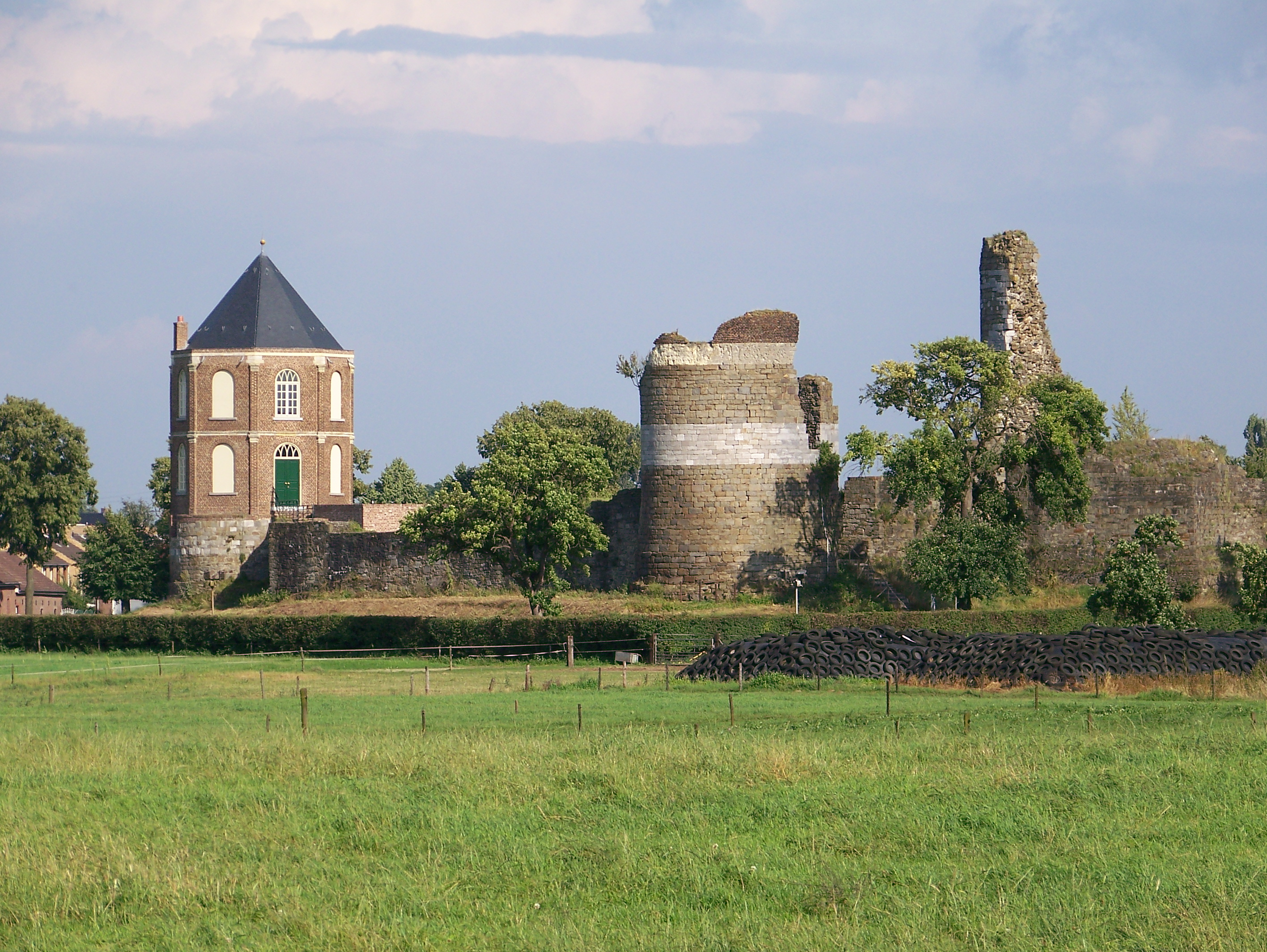
Castell de Montfort (Roerdalen)

L'abril 1256 l'arquebisbe de Reims li dona com al·lou les terres entre les ribes del Kuer i la selva del Ducat de Bouillon, el comtat de Bar, els feus de Longlier i de Neuchâtel-en-Ardenne. El 1259 el papa obligà Enric III a rebre els ordes majors i a esdevenir sacerdot. Enric va ser consagrat per Conrad, l'arquebisbe de Colònia. El 1266 el barri de Longdoz, fora de la muralla de Lieja, que encara pertanyia al bisbat de Verdun escau al principat de Lieja. El 1267 una aliança d'Enric III amb els comtes de Gueldre, Jülich, Berg, Nassau i Loon van fer una expedició contra l'aliança d'Adelaida I de Borgonya amb els senyors de Heinsberg i de Valkenburg fins a les portes de Mechelen. Aquesta ciutat va resistir i declinar l'autoritat del príncep-bisbe. Al retorn les tropes d'Enric van saquejar les ciutats de Vilvoorde, Tienen, Landen i Hannut i ell mateix va retirar-se al castell fortificat que havia fet construir a Montfort a Gueldre.
El 29 de novembre de 1269 els «petits» de Lieja tornen a aixecar-se contra el poder del bisbe que no va respectar les condicions de la pau de Bierset. Varen derrocar unes fortificacions (la porta de Walburge, que era un bastió de bisbe. El 1271 el duc Joan I de Brabant esdevé procurador de la ciutat. Una nova vegada els estaments (les bones viles de Lieja, de Huy i de Dinant, la noblesa i el capítol de Sant Lambert) van aliar-se per a restrènyer absolutisme del bisbe. Obtingueren uns drets que prefiguren les llibertats atorgades després de la Pau de Fexhe el 1316.

## Destitució i mort com a bandoler
El 1274, al segon concili de Lió Gregori X va exigir la destitució d'Enric III per causa de la seva gestió dolenta i dels seus atemptats contra la moral i els bons costums. Segons Fabritius, «el príncep-bisbe es banyava en la voluptuositat. S'enorgullava públicament que havia engendrat 14 minyons en només en 22 mesos. Tenia una abadessa com a concubina, un convent de monges com a serrall i encara 60 bastards més que tots va fer educar a l'esquena de l'església de Lieja. Sense hesitar va promoure canonge, un sacerdot que li havia obsequiat la seva germana, una monja maquíssima» El concili ratificà la proposició i destituí Enric. Enric es va retreure al seu castell i organitzar una banda de bandolers que va terroritzar la regió.
Va morir el 23 d'abril de 1285 segons els uns al peu del castell de Franchimont prop de Theux, durant una batalla. Segons altres fonts una milícia liegesa l'occí el 1284 en una batalla ocorreguda entre Linne i Montfort.